# Bibbona
Bibbona /biˌbbɔːna/ je město v Toskánsku s 3211 obyvateli nacházející se v provincii Livorno.
V přímořském letovisku Marina di Bibbona se nachází pobřežní pás borového lesa, který se dochoval v téměř nezměněné podobě z dob, kdy Sandro Botticelli ilustroval Danteho dílo, Božskou komedii. Konkrétně se jedná o zpěv třináctý.
"Taková houšť by ani zvěři líté
nebyla vhod, jež v lesích od Ceciny
ke Cornetu se straní půdy zryté.
Zlé Harpyje tam hnízdí mezi stíny, …"D. Alighieri, překlad O. F. Babier

## Hlavní památky
- Románská Pieve di Sant'Ilario (založena v 11. století)
- Palazzo del Comune Vecchio, také středověký.
- Pevnost Bibbone, postavená toskánskými velkovévody v 18. století.

## Historie
Kopcovitá poloha města umožňovala přirozenou obranu a je známo, že v raném středověku existovalo silné opevnění. Je známo, že tato oblast byla osídlena dříve během etruského období na základě hrobek a archeologických nálezů a osídlení pokračovalo až do doby římské.
V raném středověku bylo město a opevnění ve vlastnictví rodiny Gherardesca a jejich držení potvrdil ve 12. století papež Inocent III. Poté se vlastnictví převedlo do svobodných měst Volterra, Pisa a nakonec do Florencie.